# 巴塞隆拿地鐵11號線
巴塞羅那地鐵11號線是巴塞羅那地鐵的線路之一，線路的代表色是淺綠色。該線路實際上是一條地下輕軌路線，而非常規的地鐵路線。至2007年，11號線只有5個車站。但目前11號線有延長計劃。

## 外部連結
- Line 11 at Trenscat.com （页面存档备份，存于）

41°27′48″N 2°10′19″E / 41.4632°N 2.17181°E